# جزیره بولشویک
جزیره بولشویک (به لاتین: Bolshevik Island) یک جزیره در روسیه است که بخشی از مجمع الجزایر سورنایا زملیا به شمار می‌رود.

## خصوصیات
مرتفع‌ترین نقطه این جزیره ۹۳۵ متر بالاتر از سطح آب‌های آزاد واقع شده‌است.